# Octavia Maior
Octavia Maior („Octavia die Ältere“, * vor 70 v. Chr.) war eine ältere Halbschwester Octavians, des späteren römischen Kaisers Augustus, und der Octavia Minor.

## Leben
Über das Leben Octavias ist wenig bekannt. Sie war die Tochter des Gaius Octavius, der einem nur ritterlichen, aber vermögenden Zweig der Familie der Octavier angehörte, und dessen erster, aus einer Senatorenfamilie stammenden Gattin Ancharia. Octavia ging eine Ehe mit einem Appuleius ein und wurde die Mutter des Sextus Appuleius, Konsul von 29 v. Chr. Die Darstellung einer älteren Frau auf dem Nordfries der Ara Pacis könnte mit Octavia Maior identifiziert werden.
Der antike Biograph Plutarch kennt nur eine Schwester Octavia des Augustus und verwechselt daher die ältere und jüngere Octavia.